# SimTower
SimTower – gra komputerowa wyprodukowana przez OPeNBooK Co., Ltd., a wydana przez Maxis na platformę Windows w 1994 w Stanach Zjednoczonych. W tym samym roku gra została wydana w Japonii pod tytułem The Tower.

## Rozgrywka
W SimTower gracz zarządza wieżowcem. Jest zarazem inwestorem, managerem i najemcą. Może sprzedawać apartamenty, pokoje hotelowe, wynajmować biura czy otwierać restauracje. Połączenia pomiędzy poszczególnymi piętrami są obsługiwane przez windy oraz klatki schodowe. Każdy biurowiec może osiągnąć maksymalnie pięć gwiazdek rozwoju, na każdą z nich potrzeba odpowiedniego poziomu wieżowca.